# チャールズ・マッキャリー
チャールズ・マッキャリー（Charles McCarry,1930年6月14日 - 2019年2月26日）は、アメリカ合衆国の小説家。マサチューセッツ州出身。

## 略歴
新聞記者などを経て、CIA工作員となる。1967年に退職し作家活動に入る。1979年の "The Better Angels" （日本語未訳）は『シークレット・レンズ』というタイトルで映画化された（ショーン・コネリー主演）。 

## 作品リスト

### ポール・クリストファーとその家族の小説
- 蜃気楼を見たスパイ（The Miernik Dossier） （1973年）
- 暗号名レ・トゥーを追え（The Tears of Autumn） （1974年）
- カメンスキーの「小さな死」（The Secret Lovers） （1977年）
- The Better Angels （1979年） 日本語訳未刊
- 最後の晩餐（The Last Supper） （1983年）
- The Bride of the Wilderness （1988年） 日本語訳未刊
- Second Sight （1991年） 日本語訳未刊
- Shelley's Heart （1995年） 日本語訳未刊
- Old Boys （2004年） 日本語訳未刊
- Christopher's Ghosts （2007年） 日本語訳未刊

### その他の小説
- Lucky Bastard （1999年） 日本語訳未刊
- Ark （2011年） 日本語訳未刊
- 上海ファクター（The Shanghai Factor） （2013年）

### ノンフィクション
- Citizen Nader （1972年）
- Double Eagle: Ben Abruzzo, Maxie Anderson, Larry Newman （1979年）
- The Great Southwest （1980年）
- Isles of the Caribbean (National Geographic Society, Washington, DC, 1980, co-author)
- For the Record: From Wall Street to Washington (1988, by Donald Regan with Charles McCarry)
- Paths of Resistance: The Art and Craft of the Political Novel (1989, with Isabel Allende, Marge Piercy, Robert Stone and Gore Vidal)
- Inner Circles: How America Changed the World: a Memoir (1992, by Alexander Haig with Charles McCarry)
- From the Field: A Collection of Writings from National Geographic (1997, editor)